# Дружба (бензопила)

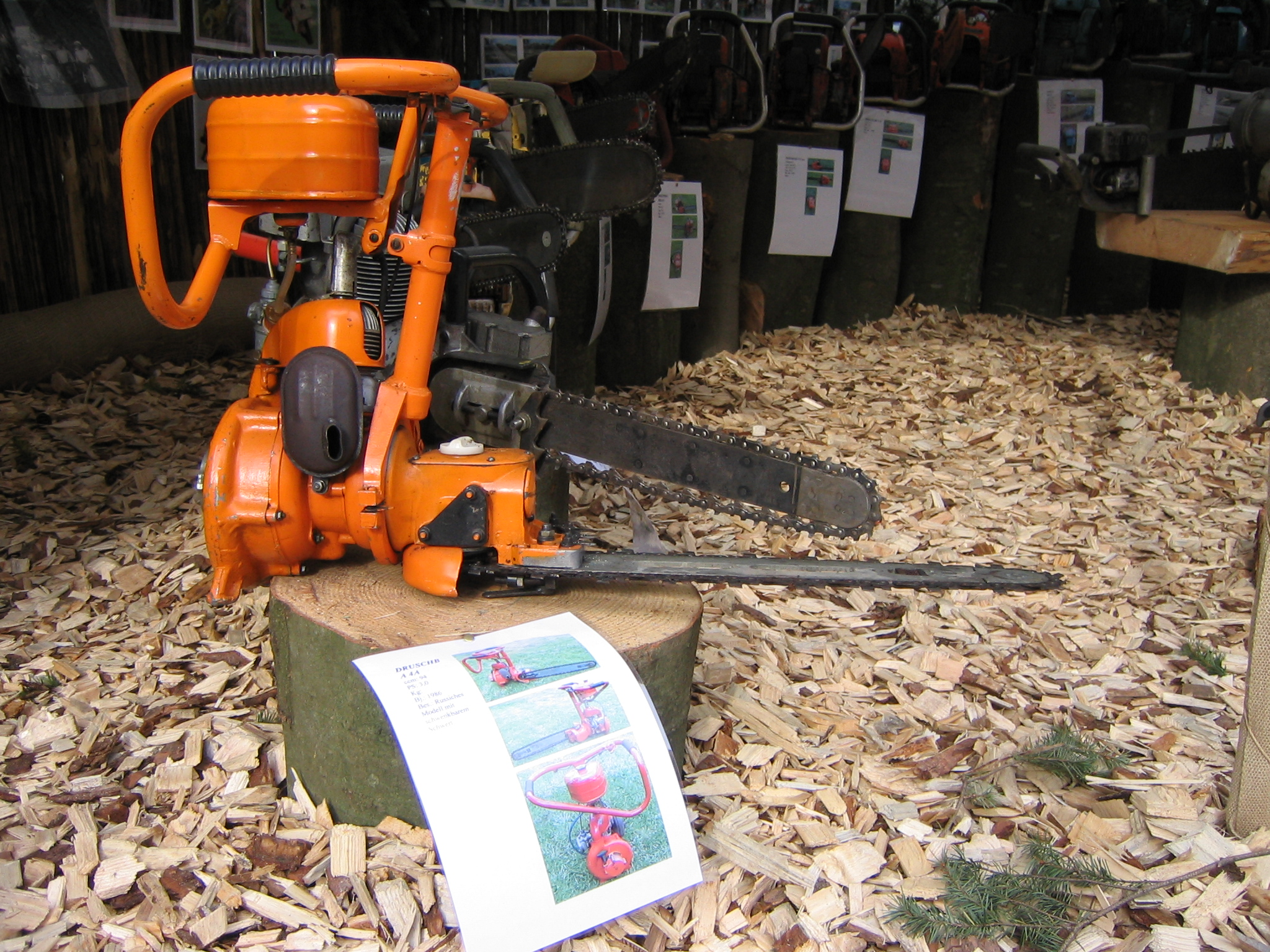
Бензиномоторная пила «Дружба»

«Дру́жба» — марка бензопилы. Разработана на ЗМКБ «Прогресс» им. академика А. Г. Ивченко в ноябре 1953 года. Производители — Машиностроительный завод им. Дзержинского (Пермь) и ГУП ПО «Сибприбормаш» (Бийск). Выпускалась в массовом производстве с 1955 года. В 1958 году на выставке в Брюсселе была награждена «Золотой медалью».

## История

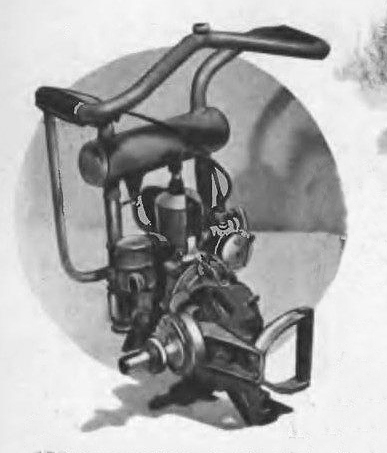
Бензопила «Дружба» первого выпуска 1955 год

Первые бензопилы появились в Германии в середине 1920-х годов (так называемые «остеотомы»). Это были громоздкие, но эффективные аппараты, рассчитанные на эксплуатацию двумя рабочими. В 1950 году немецкая фирма Stihl, занимающаяся производством бензопил, представила на рынке первую в мире компактную ручную пилу «Benzinmotorsäge Typ BL», которой мог работать один рабочий. Пила была оснащена компактным бензиновым мотором с центробежным сцеплением и пильным аппаратом с режущей цепью.
Ошибочное мнение о том, что бензопила «Дружба» является первой советской бензопилой, привело к завышенной оценке её роли в развитии советской лесной отрасли. Из-за этого возникло несколько мифов о том, кому именно принадлежит решающая роль в изобретении бензопилы «Дружба».
Собственное производство бензопил было развёрнуто в СССР в середине 1930-х годов на пермском Заводе имени Ф. Э. Дзержинского и Ижевском мотоциклетном заводе. В конце 1930-х годов велись работы по созданию бензопил для одного человека. Однако, из-за начавшейся Великой Отечественной войны эти планы не были реализованы. В 1950-х в СССР было разработано несколько прототипов бензопил и начато производство пилы «Дружба».
В 1953 году в опытно-конструкторском бюро авиационных двигателей Запорожского завода № 478 был разработан поршневой двигатель АИ-2, предназначавшийся для бензопилы «Дружба», название которой было дано в честь трёхсотлетия воссоединения Украины с Россией, отмечавшегося в 1954 году. Общая компоновка агрегата и конструкция была подобна пиле «Stihl Typ BL». В 1955 году на машиностроительном заводе ЗиД в Перми было начато массовое производство бензопилы «Дружба». С 1974 года на Бийском приборном заводе «Сибприбормаш» отдельно производили двигатели для этих пил, а с 1988 года — пилы в сборе.
«Дружба» была предназначена для промышленного использования, хотя определённое количество изделий поставлялись в розничную торговлю, они были в большом дефиците.

## Конструктивные особенности

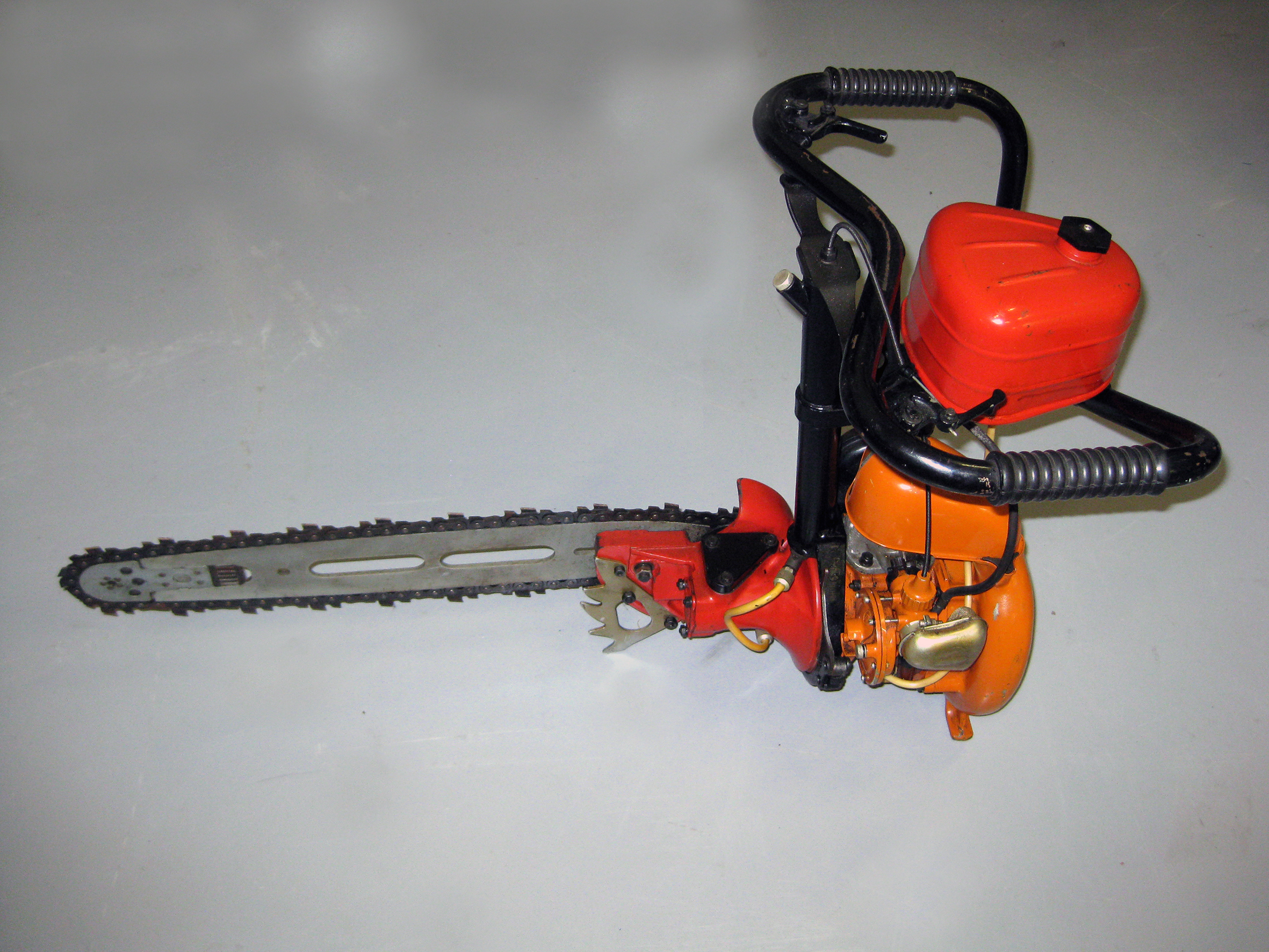
Бензопила «Дружба-4», серийный номер 4615

Двигатель МП-1 конструкции ЗМКБ «Прогресс» им. академика А. Г. Ивченко— одноцилиндровый, двухтактный, карбюраторный, воздушного охлаждения, рабочий объём 94 см3, мощность 4 л. с. Смазка двигателя — масло, смешанное с бензином. Двигатель и пильный аппарат выполнены в виде независимых узлов и соединяются друг с другом с помощью фланцевого соединения, фиксируемого хомутом, который крепится к ручкам пилы. Такая компоновка позволяет поворачивать пильный аппарат на любой угол и быстро менять отказавший узел.
Благодаря функциональной завершённости и простоте крепления двигатель бензопилы «Дружба» применялся для привода мотоблоков («Кумир», «Садовод»), водяных насосов («Скиф», ЦБН-1, ЦБН-2, ПМП-4), генераторов постоянного тока (ГЗ-106А) для заряда аккумуляторных батарей в полевых условиях, механических лебёдок для трелёвки леса, в лодочном моторе «Кама», в газонокосилках.
Этот двигатель был популярен и у любителей строить технику своими руками. В 1960-х годах в Московском авиационном институте были предприняты попытки форсировать этот двигатель и устанавливать его на сверхлёгких летательных аппаратах.

## Модификации
За годы выпуска общая конструкция пилы осталась прежней, однако вносились мелкие изменения:
- в 1950-х — 1960-х годах выпускалась модификация «Дружбы» с креплением ручек к крышке вентилятора, позже ручки стали крепиться к хомуту, связывающему двигатель и редуктор.
- до конца 1980-х годов выпускалась модель «Дружба-4А» с контактным магнето и карбюратором КМП-100 — снята с производства;
- в конце 1980-х годов применено электронное зажигание (от магнето бесконтактного МБ-1), пила получила обозначение «Дружба-4А-Электрон»;
- в 1990-х годах применён более совершенный карбюратор КМП-100У, пила получила обозначение «Дружба-4М» (производства ЗиД) и «Дружба-Алтай» (производства «Сибприбормаш»), применены пильные цепи современного типа.

На конструктивной основе пилы «Дружба» была разработана более мощная пила «Урал» (разъёмный картер, съёмный цилиндр, съёмный стартер, взаимозаменяемый пильный аппарат с аналогичным креплением, аналогичное крепление рукояток).
На базе двигателя мотопилы «Дружба» был разработан двигатель СД-60 для привода стационарных установок (генераторов, насосов), отличавшийся от прототипа чугунной гильзой цилиндра, поплавковым карбюратором, несъёмным тросовым стартером и наличием регулятора частоты вращения.